# 바르샤바 봉기 박물관
바르샤바 봉기 박물관(폴란드어: Muzeum Kolejnictwa w Warszawie)은 폴란드 마조프셰주 바르샤바에 있는 박물관이다. 1944년 바르샤바 봉기를 기념하는 박물관이다. 박물관은 1983년에 설립되었지만, 수년 동안 공사가 진행되지 않았다. 봉기 60주년을 기념하여 2004년 7월 31일에 개관했다.